# Nelineární systém
Nelineární systém je v matematice a vědě takový systém, ve kterém změna výstupu není proporcionální ke změně na vstupu. O nelineární systémy se zajímají inženýři, biologové, fyzici, matematici a další vědci, protože mnoho systémů je z podstaty nelineárních. Nelineární dynamické systémy popisující změny proměnných v čase se mohou zdát chaotické, nepředvídatelné nebo kontraintuitivní, což je v kontrastu s mnohem jednoduššími lineárními systémy.